# رایان دیکر
رایان دیکر (انگلیسی: Ryan Dicker؛ زادهٔ ۲۲ سپتامبر ۱۹۸۶) بازیکن فوتبال اهل بریتانیا است.
از باشگاه‌هایی که در آن بازی کرده‌است می‌توان به باشگاه فوتبال آلسیجر تاون، باشگاه فوتبال نیوکاسل تاون، باشگاه فوتبال استافورد رانجرز، و باشگاه فوتبال لیک تاون اشاره کرد.
وی همچنین در تیم ملی فوتبال جزایر ویرجین بریتانیا بازی کرده‌است.